# Haukkavuori utsiktstorn

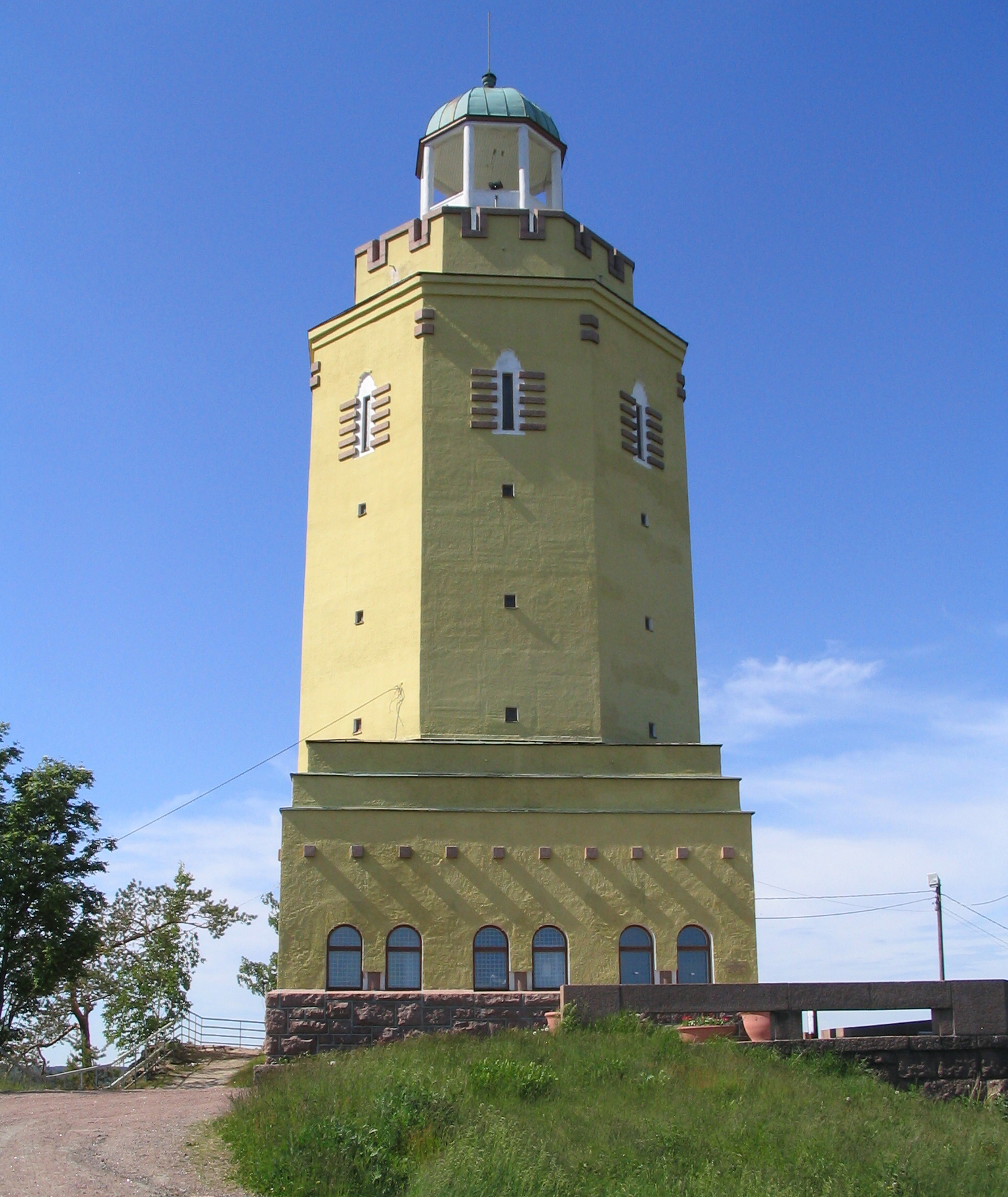
Haukkavuori utsiktstorn ritades av Jussi Paatela i jugendstil.

Haukavuori utsiktstorn är ett utsiktstorn på Kotka ö i Kotka centrum. Tornets höjd är cirka 72 meter över havet.  Från tornet kan man bland annat se ön Hogland (med berget Haukkavuori) cirka 40 km i söder.

## Historia
Byggnaden som ursprungligen var ett vattentorn planerades av arkitekt Jussi Paatela. Konstruktionen påbörjades 1914, men tornet togs först i bruk 1920, försenat bland annat på grund av inbördeskriget. Enligt Paatelas ritningar skulle tornet endast vara en del av en omfattande slottskonstruktion i jugendstil. Detta var också planen fram till andra världskriget. Efter andra världskriget slut fanns dock inga pengar för ett sånt projekt och jugend var inte heller längre modernt.  Under andra världskriget övervakade lottorna luftrummet från tornet.
Vattentornet omvandlades till utsiktstorn på 1960-talet i och med Metsola vattentorns färdigställande.. Den gamla vattenreservoaren gjordes senare om till konstgalleri.